# Dositej Obradović

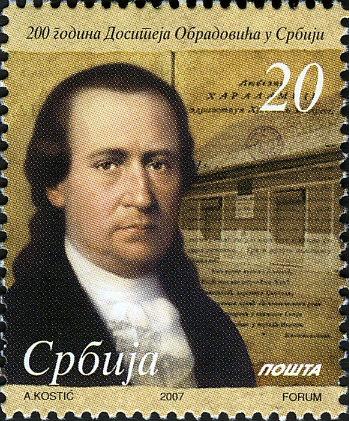
Dositej Obradović

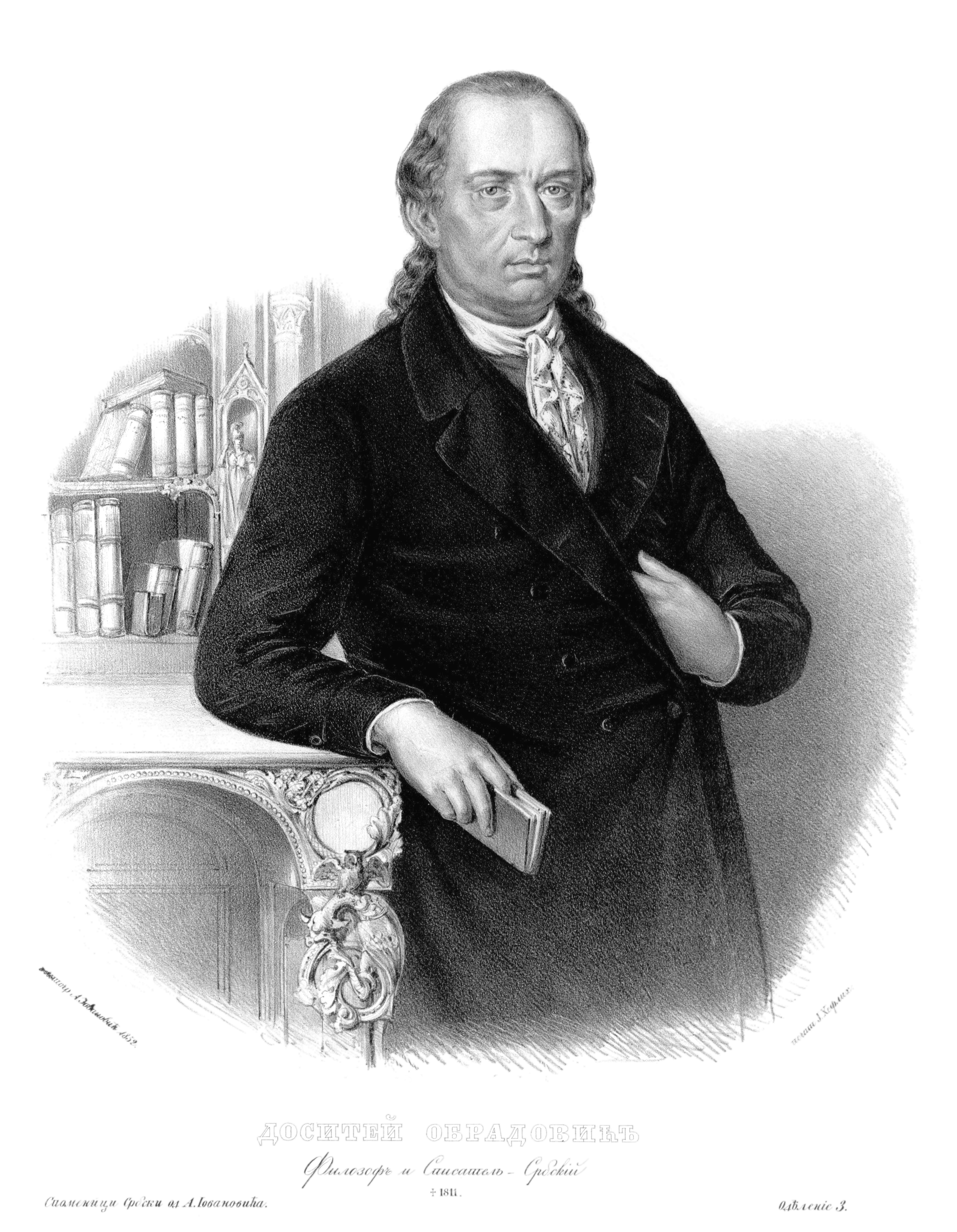
Dositej Obradović

Dositej Obradović (serbisch-kyrillisch Доситеј Обрадовић; * um 1739 als Dimitrije in Čakovo (Banat); † 7. April 1811 in Belgrad) war ein serbischer Schriftsteller, Philosoph, Pädagoge, Volksaufklärer und Gründer der Universität Belgrad. Er gehörte zu den beachtenswertesten und einflussreichsten Persönlichkeiten des serbischen Volkes im 18. und Anfang des 19. Jahrhunderts.

## Leben
Als junger Mann ging Dimitrije Obradović ins orthodoxe Kloster Novo Hopovo, um Mönch zu werden. Er nahm den Namen Dositej (Dositheus) an. Dort kam er, wie er später schrieb, zu der Erkenntnis, dass das Leben im Kloster nicht die wahre Bestimmung sei, die er suche, und er verließ es nach drei Jahren. Er begann durch die Welt zu reisen und studierte an deutschen Universitäten. Als Lehrer bereiste er Europa und Kleinasien. Drei Jahre lang studierte er im Osmanischen Reich in Smyrna (İzmir) Philosophie und Griechisch in der Schule des Hierotheos Dendrinos. In Wien hielt er sich sechs Jahre auf und studierte dabei die deutsche Sprache und Kultur. Als Sprachlehrer arbeitete er dann in der Vojvodina und in Moldawien. Später schrieb er sich in die Universität von Halle ein, um seine philosophischen Studien in den Franckeschen Stiftungen fortzusetzen. Erst dort legte er seine Mönchskutte für immer ab. Seine Studien setzte er in Leipzig fort. Hier begann er auch mit seiner schriftstellerischen Tätigkeit. 1783 gab er in Leipzig sein erstes Buch Život i priključenija (dt. Leben und Abenteuer) heraus. Daraufhin führten ihn seine Reisen noch nach England und Frankreich, wovon er in einem Briefroman berichtet, den er 1788 seinen „Fabeln“ anhängt. 1804 schuf er die spätere serbische Nationalhymne Vostani Serbije. 1811 wurde er der erste ‚Bildungsminister‘ Serbiens.
Dositej Obradović brachte Wissen und Ideen unter das Volk und wollte es aufklären. Er plädierte für den Gebrauch der Volkssprache in der Literatur, für die Befreiung der Frauen aus einer untertänigen Stellung. Allerdings verwendete er selbst nur in „Leben und Abenteuer“ eine der serbischen bürgerlichen Umgangssprache des Banats angepasste Varietät und kehrte später wieder stärker zum Slavenoserbischen zurück (Neweklowsky 1998, 10).
Das Denkmal für Dositej Obradović wurde 1914 in Belgrad enthüllt.
Seine bedeutendsten Werke sind: „Leben und Abenteuer“, „Fabeln“ sowie „Ratschläge des gesunden Menschenverstandes“. Heute wird „Leben und Abenteuer“ mit den original in den „Fabeln“ veröffentlichten Briefen gemeinsam als ein Buch wahrgenommen (Fischer 2007, 265).
Das serbische Parlament erklärt 2007 zum Jahr von Dositej Obradović, da vor 200 Jahren Obradović nach Serbien ‚zurückgekehrt‘ war.

## Werke
- Život” i priključenïja Dimitria Obradoviča, narečenoga u kaludjerstvu Dosithea: nim‘ istim” spisat‘ i izdat‘. Prva čast‘. U Laipsiku: u tipografii Braitkopfa, 1783. (Volltext)
- Ezopove i pročih” raznih” basnotvorcev, s” različni ezika na slavenoserbski ezik” prevedene, sad” prvi red” s” naravoučitelnimi poleznimi izjasněniami i nastavlěniami serbskoj junosti posvećene Basne. 1 ed. U Lajpsiku: Breitkopff, 1788.
- Pěsna na insurrekciju Serbianov”, Serbii i chrabrym” Eja Vitezovom” i čadom”, i bogopomagaemomu ich” Voevodi Gospodinu Georgiju Petroviču posvećena, D. Obradovičem. Venedig, 1804.
- Pěsna o izbavleniju Serbie. Sočineno v” Bělegradě. St. Petersburg, 1806.

### In Übersetzung
- Bruchstücke aus der Selbstbiographie des D. Obradović. Übersetzt von Bartholomäus Kopitar. (Barth. Kopitars kleinere Schriften sprachwissenschaftlichen, geschichtlichen, ethnographischen und rechtshistorischen Inhalts). Ed. Fr[anz] Miklosich. Wien: Friedrich Beck’s Universitäts-Buchhandlung, 1857. 49–56.
- Vollständiger Auszug aus der serbischen Selbstbiographie des Demetrius Obradović (als Kalugjer Dositheus genannt), eines österreichischen Illyriers. Ein Beitrag zur Menschen-, Völker- und Länderkunde. Wien: Beck, 1857.
- Vollständiger Auszug aus der serbischen Selbstbiographie des Demetrius Obradović (als Kalugjer Dositheus genannt), eines österreichischen Illyriers. Ein Beitrag zur Menschen-, Völker- und Länderkunde. In: Archiv für Geographie, Historie, Staats- und Kriegskunst 2 (1811): 267-72.
- The Life and Adventures of Dimitrije Obradović. University of California Publications in Modern Philology 39. Berkeley; Los Angeles, 1953.
- Vie et aventures. Bibliothèque l’age d’homme. Classiques slaves. Lausanne: L’Age d’homme, 1991.